# Instrucțiuni de fabricare a bombelor pe internet
Disponibilitatea instrucțiunilor de fabricare a bombelor pe internet a fost o cauză celebră în rândul parlamentarilor și politicienilor nerăbdători să limiteze granița internetului prin cenzurarea anumitor tipuri de informații considerate „periculoase” care sunt disponibile online. Exemple "simple" de explozibili creați din ingrediente ieftine și ușor disponibile sunt date.

Secțiunea de țeavă din oțel sau clorură de polivinil cu capace de capăt în aproape orice configurație sunt cele mai răspândite tipuri de containere.

Biroul Federal de Investigații raportează că au avut loc 1.699 de atacuri criminale ce au implicat dispozitive explozive improvizate în 1989 și 3.163 în 1994.